# Santiago del Estero (miasto)
Santiago del Estero – miasto w północno-zachodniej Argentynie, na prawym brzegu rzeki Dulce, stolica prowincji Santiago del Estero. Około 378 tys. mieszkańców.
W mieście rozwinął się przemysł włókienniczy, skórzany oraz spożywczy.

## Miasta partnerskie
- Copiapó
- Hama
- Talavera de la Reina